# Номіналізм
Номіналізм — напрям у середньовічній філософії, який у диспутах про універсалії протистояв реалізму. На противагу середньовічному реалізмові, номіналісти вважали, що реально існують тільки поодинокі індивідуальні речі, а загальні поняття — лише назви, знаки або імена, породжені людським мисленням. Крайні номіналісти, обґрунтовували думку про те, що загальні поняття — це тільки звуки людського голосу; реально існує лише одиничне, а загальне — тільки ілюзія, яка може існувати лише в людському розумі.